# Gryllacris maculata
Gryllacris maculata is een rechtvleugelig insect uit de familie Gryllacrididae. De wetenschappelijke naam van deze soort is voor het eerst geldig gepubliceerd in 1861 door Giebel.